# عبدالله توماج
سرهنگ عبدالله توماج (زاده ۱۲۶۹ خورشیدی) نظامی دوران قاجار و پهلوی و نماینده مجلس شورای ملی بود.
پدرش علی بیک از خوانین و مالکان ترکمن بود. در مدرسه‌های علمیه، آلیانس و نظام تحصیل کرد و در سال ۱۲۸۷ با درجه نایب (ستوان) سومی وارد دیویزیون قزاق شد. سپس مدرسه افسری ژاندارمری را گذراند که سوئدیها تأسیس کرده بودند و با درجه نایب دومی به خدمت ژاندارمری درآمد. پس از آنکه رضا خان سردارسپه وزیر جنگ شد و با ادغام قزاقخانه و ژاندارمری، ارتش یکپارچه تأسیس کرد، به درجه یاوری (سرگردی) رسید و سرانجام در سال ۱۳۱۴ درجه سرهنگی گرفت.
مشاغل توماج در قشون و ژاندارمری عبارت بود از فرماندهی هنگ ۱۰ رویین در تیپ گرگان، فرماندهی هنگ‌های ژاندارمری در خراسان، کرمان و مرکز، ریاست ناحیه ایلخچی آذربایجان، ریاست دادگاه تجدید نظر و دادرسی ژاندارمری.
سرهنگ توماج در سال ۱۳۳۲ به نمایندگی از گنبدکاووس و دشت گرگان به مجلس شورای ملی راه یافت و در دوره‌های هجدهم و نوزدهم بر کرسی قانونگذاری نشست.